# Daniel Müller (Belgisch politicus)
Daniel Müller (15 april 1992) is een Belgisch Duitstalig politicus voor de Partei für Freiheit und Fortschritt (PFF).

## Levensloop
Müller behaalde in 2013 een bachelor in de elektromechanica bij de provinciale hogeschool INPRES in Luik. Hij ging aan de slag als constructeur en technisch tekenaar in de transportindustrie.
Hij werd politiek actief voor de liberale PFF en was van 2017 tot 2019 namens het Parlement van de Duitstalige Gemeenschap plaatsvervangend lid van de raad van bestuur van het Interfederaal Gelijkekansencentrum Unia.
In november 2019 werd hij provincieraadslid van Luik en bijgevolg ook raadgevend lid van het Parlement van Duitstalige Gemeenschap, twee functies die hij bleef uitoefenen tot in april 2020. Müller was in beide parlementaire instanties de tijdelijke opvolger van Yves Derwahl, die wegens gezondheidsredenen voor zes maanden uit deze mandaten was teruggetreden. In september 2022 werd hij opnieuw provincieraadslid en raadgevend lid van de Duitstalige Gemeenschap nadat Yves Derwahl om familiale redenen uit de politiek was gestapt. Müller bleef lid met raadgevende stem in het Parlement van de Duitstalige Gemeenschap tot in juni 2024, toen provincieraadsleden niet meer in aanmerking kwamen voor dit statuut.